# مالایا سویتکا
مالایا سویتکا (به لاتین: Malaya Suyetka) یک منطقهٔ مسکونی در روسیه است که در سرزمین آلتای واقع شده‌است.